# Ashibetsu, Hokkaidō
Ashibetsu (芦別市 Ashibetsu-shi, Ainu: Aspet) là thành phố thuộc tỉnh Hokkaidō, Nhật Bản. Tính đến ngày 1 tháng 10 năm 2020, dân số ước tính thành phố là 12.555 người và mật độ dân số là 15 người/km². Tổng diện tích thành phố là 865,02 km².

## Địa lý

### Khí hậu
| Dữ liệu khí hậu của Ashibetsu            | Dữ liệu khí hậu của Ashibetsu | Dữ liệu khí hậu của Ashibetsu | Dữ liệu khí hậu của Ashibetsu | Dữ liệu khí hậu của Ashibetsu | Dữ liệu khí hậu của Ashibetsu | Dữ liệu khí hậu của Ashibetsu | Dữ liệu khí hậu của Ashibetsu | Dữ liệu khí hậu của Ashibetsu | Dữ liệu khí hậu của Ashibetsu | Dữ liệu khí hậu của Ashibetsu | Dữ liệu khí hậu của Ashibetsu | Dữ liệu khí hậu của Ashibetsu | Dữ liệu khí hậu của Ashibetsu |
| Tháng                                    | 1                             | 2                             | 3                             | 4                             | 5                             | 6                             | 7                             | 8                             | 9                             | 10                            | 11                            | 12                            | Năm                           |
| ---------------------------------------- | ----------------------------- | ----------------------------- | ----------------------------- | ----------------------------- | ----------------------------- | ----------------------------- | ----------------------------- | ----------------------------- | ----------------------------- | ----------------------------- | ----------------------------- | ----------------------------- | ----------------------------- |
| Cao kỉ lục °C (°F)                       | 7.6 (45.7)                    | 13.2 (55.8)                   | 15.5 (59.9)                   | 28.7 (83.7)                   | 33.0 (91.4)                   | 35.7 (96.3)                   | 37.2 (99.0)                   | 36.7 (98.1)                   | 33.1 (91.6)                   | 25.4 (77.7)                   | 20.9 (69.6)                   | 14.3 (57.7)                   | 37.2 (99.0)                   |
| Trung bình ngày tối đa °C (°F)           | −1.9 (28.6)                   | −0.7 (30.7)                   | 3.8 (38.8)                    | 11.4 (52.5)                   | 18.8 (65.8)                   | 23.0 (73.4)                   | 26.5 (79.7)                   | 26.9 (80.4)                   | 22.6 (72.7)                   | 15.5 (59.9)                   | 7.1 (44.8)                    | 0.1 (32.2)                    | 12.8 (55.0)                   |
| Trung bình ngày °C (°F)                  | −6.4 (20.5)                   | −5.6 (21.9)                   | −1.0 (30.2)                   | 5.5 (41.9)                    | 12.3 (54.1)                   | 16.9 (62.4)                   | 20.9 (69.6)                   | 21.4 (70.5)                   | 16.6 (61.9)                   | 9.6 (49.3)                    | 2.7 (36.9)                    | −3.8 (25.2)                   | 7.4 (45.4)                    |
| Tối thiểu trung bình ngày °C (°F)        | −11.3 (11.7)                  | −11.1 (12.0)                  | −6.1 (21.0)                   | 0.0 (32.0)                    | 6.1 (43.0)                    | 11.8 (53.2)                   | 16.4 (61.5)                   | 17.0 (62.6)                   | 11.7 (53.1)                   | 4.7 (40.5)                    | −1.2 (29.8)                   | −7.8 (18.0)                   | 2.5 (36.5)                    |
| Thấp kỉ lục °C (°F)                      | −26.3 (−15.3)                 | −25.7 (−14.3)                 | −23.8 (−10.8)                 | −11.2 (11.8)                  | −2.4 (27.7)                   | 1.8 (35.2)                    | 8.0 (46.4)                    | 8.4 (47.1)                    | 1.7 (35.1)                    | −2.7 (27.1)                   | −13.3 (8.1)                   | −21.1 (−6.0)                  | −26.3 (−15.3)                 |
| Lượng Giáng thủy trung bình mm (inches)  | 65.3 (2.57)                   | 53.1 (2.09)                   | 59.4 (2.34)                   | 53.7 (2.11)                   | 66.7 (2.63)                   | 76.3 (3.00)                   | 122.9 (4.84)                  | 152.7 (6.01)                  | 142.8 (5.62)                  | 116.1 (4.57)                  | 128.3 (5.05)                  | 98.2 (3.87)                   | 1.141,6 (44.94)               |
| Lượng tuyết rơi trung bình cm (inches)   | 161 (63)                      | 140 (55)                      | 108 (43)                      | 14 (5.5)                      | 0 (0)                         | 0 (0)                         | 0 (0)                         | 0 (0)                         | 0 (0)                         | 2 (0.8)                       | 67 (26)                       | 177 (70)                      | 666 (262)                     |
| Số ngày giáng thủy trung bình (≥ 1.0 mm) | 17.2                          | 14.9                          | 14.1                          | 11.8                          | 11.2                          | 9.1                           | 10.7                          | 11.8                          | 12.5                          | 15.4                          | 18.7                          | 20.4                          | 167.8                         |
| Số ngày tuyết rơi trung bình (≥ 3 cm)    | 18.3                          | 16.2                          | 13.3                          | 1.9                           | 0                             | 0                             | 0                             | 0                             | 0                             | 0.2                           | 6.3                           | 18.5                          | 74.7                          |
| Số giờ nắng trung bình tháng             | 76.1                          | 84.6                          | 129.5                         | 160.4                         | 188.1                         | 169.7                         | 163.1                         | 155.9                         | 155.0                         | 126.5                         | 69.0                          | 55.9                          | 1.533,9                       |
| Nguồn: Cục Khí tượng Nhật Bản            |                               |                               |                               |                               |                               |                               |                               |                               |                               |                               |                               |                               |                               |